# Kevin Rodríguez
Kevin Rodríguez, né le 4 mars 2000 à Ibarra en Équateur, est un footballeur international équatorien, qui joue au poste d'attaquant à l'Union Saint-Gilloise.

## Biographie

### Carrière en club
Originaire de Ibarra en Équateur, Kevin Rodríguez a été formé par le club de sa ville, Imbabura SC. Avec ce club, il évolue en Primera Categoría Serie B et en Segunda Categoría, les deuxième et troisième niveaux du football équatorien.

#### Independiente del Valle (2022-2023)
Le 2 décembre 2022, à la suite de sa participation à la Coupe du Monde, il s'engage avec l'Independiente del Valle. Le 11 février 2023, il fait ses premiers pas au sein de son nouveau club lors de la Supercoupe d'Équateur, affrontant la SD Aucas (victoire 3-0). Il inscrit son premier but deux semaines plus tard lors de la journée inaugurale du championnat, face au Mushuc Runa SC (victoire 3-1),.

#### Royale Union Saint-Gilloise (depuis 2023)
Le 1er septembre 2023 il s'engage avec l'Union Saint-Gilloise jusqu'en 2027 avec une année additionelle en option. Le montant du transfert s'élève à environ 4 millions d'euros. Il fait ses débuts pour Saint-Gilles le 21 septembre 2023 en Ligue Europa contre Toulouse. Cependant, ce n'est qu'à sa onzième apparition, le 12 novembre 2023 lors d'une victoire 3-0 contre Courtrai en championnat, qu'il inscrit son premier but, réalisant un doublé au cours de ce match.

### Carrière internationale
Il reçoit sa première sélection en équipe d'Équateur le 12 novembre 2022, contre l'Irak. Lors de cette rencontre amicale, les deux équipes se neutralisent sur le score de zéro à zéro.
Le 14 novembre 2022, il est sélectionné par Gustavo Alfaro pour participer à la Coupe du monde 2022. Il fait deux courtes entrées en fin de match contre le Qatar et les Pay-Bas en phase de groupe. L'Équateur se fait éliminer le 29 novembre 2023 contre le Sénégal lors du dernier match de la phase de groupe dans lequel Rodríguez reste sur le banc.
Il inscrit son premier but en sélection le 13 octobre 2023 lors d'une victoire 1-2 en éliminatoires de la Coupe du monde 2026 contre la Bolivie. Il entre en jeu à la 78e minutes de jeu alors que l'Équateur mène 1-0. La Bolivie égalise à la 83e minute, mais Rodriguez inscrit le but de la victoire dans la 6e minute du temps additionnel.

## Statistiques

### En club
| Saison                | Club                    | Championnat           | Championnat | Championnat | Championnat | Coupe(s) nationale(s) | Coupe(s) nationale(s) | Coupe(s) nationale(s) | Supercoupe | Supercoupe | Supercoupe | Compétition(s) continentale(s) | Compétition(s) continentale(s) | Compétition(s) continentale(s) | Compétition(s) continentale(s) | Supercoupe continentale | Supercoupe continentale | Supercoupe continentale | Total | Total | Total |
| Saison                | Club                    | Division              | M.          | B.          | P.d.        | M.                    | B.                    | P.d.                  | M.         | B.         | P.d.       | Comp.                          | M.                             | B.                             | P.d.                           | M.                      | B.                      | P.d.                    | M.    | B.    | P.d.  |
| 2023                  | Independiente del Valle | Serie A               | 16          | 4           | 1           | -                     | -                     | -                     | 1          | 0          | 0          | CL                             | 6                              | 1                              | 0                              | 2                       | 0                       | 0                       | 25    | 5     | 1     |
| 2023-2024             | Union Saint-Gilloise    | Division 1A           | 14+5        | 3+0         | 2+0         | 4                     | 1                     | 0                     | -          | -          | -          | C3                             | 6                              | 0                              | 0                              | -                       | -                       | -                       | 29    | 4     | 2     |
| 2024-2025             | Union Saint-Gilloise    | Division 1A           | 20+2        | 1+0         | 0+0         | 2                     | 0                     | 0                     | -          | -          | -          | C1+C3                          | 2+10                           | 0                              | 0+1                            | -                       | -                       | -                       | 36    | 1     | 1     |
| 2025-2026             | Union Saint-Gilloise    | Division 1A           | 4           | 3           | 0           | -                     | -                     | -                     | 1          | 0          | 1          | -                              | -                              | -                              | -                              | -                       | -                       | -                       | 5     | 3     | 1     |
| Sous-total            | Sous-total              | Sous-total            | 45          | 7           | 2           | 6                     | 1                     | 0                     | 1          | 0          | 1          | -                              | 18                             | 0                              | 1                              | -                       | -                       | -                       | 70    | 8     | 4     |
| Total sur la carrière | Total sur la carrière   | Total sur la carrière | 61          | 11          | 3           | 6                     | 1                     | 0                     | 2          | 0          | 1          | -                              | 24                             | 1                              | 1                              | 2                       | 0                       | 0                       | 95    | 13    | 5     |

### En sélection nationale
| Saison                | Sélection             | Phases finales        | Phases finales | Phases finales | Phases finales | Éliminatoires CDM | Éliminatoires CDM | Éliminatoires CDM | Matchs amicaux | Matchs amicaux | Matchs amicaux | Total | Total | Total |
| Saison                | Sélection             | Compétition           | M              | B              | Pd             | M                 | B                 | Pd                | M              | B              | Pd             | M     | B     | Pd    |
| --------------------- | --------------------- | --------------------- | -------------- | -------------- | -------------- | ----------------- | ----------------- | ----------------- | -------------- | -------------- | -------------- | ----- | ----- | ----- |
| 2022-2023             | Équateur              | Coupe du monde 2022   | 2              | 0              | 0              | -                 | -                 | -                 | 3              | 0              | 0              | 5     | 0     | 0     |
| 2023-2024             | Équateur              | Copa América 2024     | 4              | 1              | 0              | 6                 | 1                 | 0                 | 2              | 0              | 0              | 12    | 2     | 0     |
| 2024-2025             | Équateur              | -                     | -              | -              | -              | 6                 | 0                 | 0                 | -              | -              | -              | 6     | 0     | 0     |
| Total sur la carrière | Total sur la carrière | Total sur la carrière | 6              | 1              | 0              | 12                | 1                 | 0                 | 5              | 0              | 0              | 23    | 2     | 0     |

#### Matchs internationaux
| Matchs internationaux de Kevin Rodríguez | Matchs internationaux de Kevin Rodríguez | Matchs internationaux de Kevin Rodríguez          | Matchs internationaux de Kevin Rodríguez | Matchs internationaux de Kevin Rodríguez | Matchs internationaux de Kevin Rodríguez | Matchs internationaux de Kevin Rodríguez                                        |
|                                          | Date                                     | Lieu                                              | Adversaire                               | Résultat                                 | Compétition                              | Notes                                                                           |
| ---------------------------------------- | ---------------------------------------- | ------------------------------------------------- | ---------------------------------------- | ---------------------------------------- | ---------------------------------------- | ------------------------------------------------------------------------------- |
| 1.                                       | 12 novembre 2022                         | Estadio Metropolitano, Madrid, Espagne            | Irak                                     | 0 - 0                                    | Match amical                             | Entre en jeu à la place de José Cifuentes à la 66e minute de jeu, puis buteur.  |
| 2.                                       | 20 novembre 2022                         | Stade Al-Bayt, Al Khor, Qatar                     | Qatar                                    | 0 - 2                                    | Coupe du monde 2022                      | Entre en jeu à la place de Michael Estrada à la 90e minute de jeu.              |
| 3.                                       | 25 novembre 2022                         | Stade international de Khalifa, Doha, Qatar       | Pays-Bas                                 | 1 - 1                                    | Coupe du monde 2022                      | Entre en jeu à la place de Enner Valencia à la 90e minute de jeu.               |
| 4.                                       | 24 mars 2023                             | Sydney Showground Stadium, Sydney, Australie      | Australie                                | 3 - 1                                    | Match amical                             | Entre en jeu à la place de Michael Estrada à la 68e minute de jeu, puis buteur. |
| 5.                                       | 28 mars 2023                             | Docklands Stadium, Melbourne, Australie           | Australie                                | 1 - 2                                    | Match amical                             | Titulaire, remplacé par Michael Estrada à la 76e minute de jeu.                 |
| 6.                                       | 8 septembre 2023                         | Stade Más Monumental, Buenos Aires, Argentine     | Argentine                                | 1 - 0                                    | Éliminatoires de la Coupe du monde 2026  | Entre en jeu à la place de Gonzalo Plata à la 67e minute de jeu.                |
| 7.                                       | 12 septembre 2023                        | Estadio Rodrigo Paz Delgado, Quito, Équateur      | Uruguay                                  | 2 - 1                                    | Éliminatoires de la Coupe du monde 2026  | Entre en jeu à la place de Enner Valencia à la 91e minute de jeu.               |
| 8.                                       | 13 octobre 2023                          | Estadio Hernando Siles, La Paz, Bolivie           | Bolivie                                  | 1 - 2                                    | Éliminatoires de la Coupe du monde 2026  | Entre en jeu à la place de Kendry Páez à la 78e minute de jeu, puis buteur.     |
| 9.                                       | 18 octobre 2023                          | Estadio Rodrigo Paz Delgado, Quito, Équateur      | Colombie                                 | 0 - 0                                    | Éliminatoires de la Coupe du monde 2026  | Titulaire, remplacé par Jhojan Julio à la 46e minute de jeu.                    |
| 10.                                      | 16 novembre 2023                         | Estadio Monumental de Maturín, Maturín, Venezuela | Venezuela                                | 0 - 0                                    | Éliminatoires de la Coupe du monde 2026  | Titulaire, remplacé par Leonardo Campana à la 71e minute de jeu.                |
| 11.                                      | 22 novembre 2023                         | Estadio Rodrigo Paz Delgado, Quito, Équateur      | Chili                                    | 1 - 0                                    | Éliminatoires de la Coupe du monde 2026  | Titulaire, remplacé par Leonardo Campana à la 82e minute de jeu.                |

#### Buts internationaux
| Buts internationaux de Kevin Rodríguez | Buts internationaux de Kevin Rodríguez | Buts internationaux de Kevin Rodríguez  | Buts internationaux de Kevin Rodríguez | Buts internationaux de Kevin Rodríguez | Buts internationaux de Kevin Rodríguez  | Buts internationaux de Kevin Rodríguez | Buts internationaux de Kevin Rodríguez | Buts internationaux de Kevin Rodríguez |
|                                        | Date                                   | Lieu                                    | Adversaire                             | Résultat                               | Compétition                             | Notes                                  | Notes                                  | Sel.                                   |
| -------------------------------------- | -------------------------------------- | --------------------------------------- | -------------------------------------- | -------------------------------------- | --------------------------------------- | -------------------------------------- | -------------------------------------- | -------------------------------------- |
| 1.                                     | 13 octobre 2023                        | Estadio Hernando Siles, La Paz, Bolivie | Bolivie                                | 1 - 2                                  | Éliminatoires de la Coupe du monde 2026 | 1 - 2                                  | 90+6e du pied droit                    | 8e                                     |

## Palmarès
| Imbabura SC (1)                             | Independiente del Valle (2)                                                                     | Union Saint-Gilloise (2) |
| ------------------------------------------- | ----------------------------------------------------------------------------------------------- | --- |
| - Segunda Categoría (1) - Champion en 2018. | - Supercoupe d'Équateur (1) - Vainqueur en 2023. - Recopa Sudamericana (1) - Vainqueur en 2023. | - Championnat de Belgique (1) - Champion en 2025. - Vice-champion en 2024. - Coupe de Belgique (1) - Vainqueur en 2024. - Supercoupe de Belgique : - Finaliste : 2025. |